# 켈로

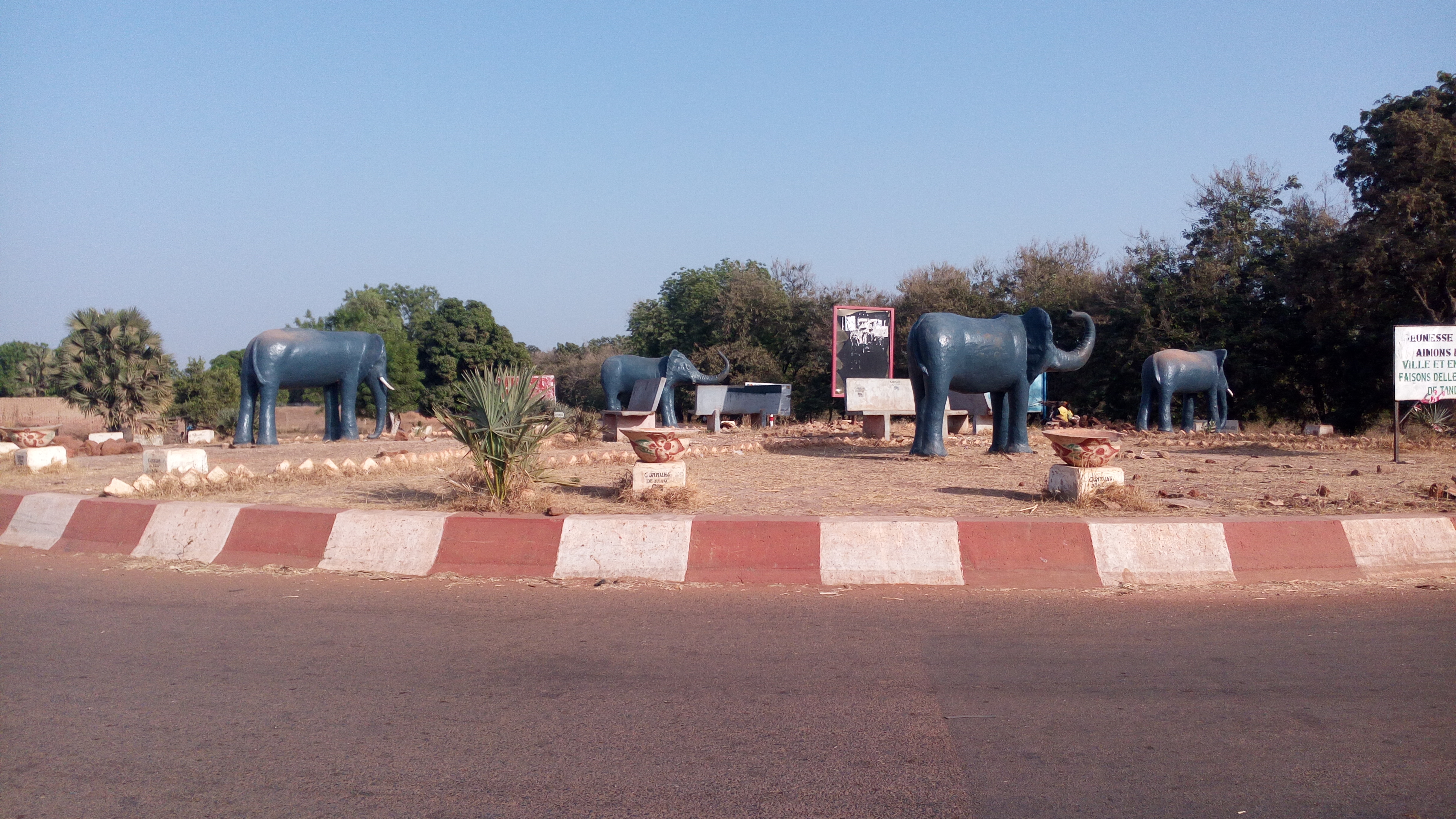

켈로(Kélo)는 인구 수 면에서 5번째로 큰 차드 남서부쪽에 위치한 도시이다.

## 인구
| 연도 | 인구   |
| ---- | ------ |
| 1993 | 31,319 |
| 2008 | 44,828 |